# Татарский Убей
Татарский Убей — село в Дрожжановском районе Татарстана. Входит в состав Село-Убейского сельского поселения.

## География
Находится в юго-западной части Татарстана на расстоянии приблизительно 14 км на северо-восток по прямой от районного центра села Старое Дрожжаное на речке Малая Цильна.

## История
Известно с 1723 года. 
В «Списке населенных мест по сведениям 1859 года», изданном в 1863 году, населённый пункт упомянут как удельная деревня Татарские Убеи 1-го стана Буинского уезда Симбирской губернии. Располагалась на левом берегу реки Цыльны, по правую сторону торговой дороги в село Астрадамовку Алатырского уезда, в 46 верстах от уездного города Буинска и в 9 верстах от становой квартиры во владельческой деревне Малая Цыльна. В деревне, в 23 дворах проживали 197 человек (107 мужчин и 90 женщин), была мечеть.
В начале XX века действовала мечеть и медресе.

## Население
В селе числилось в 1859 году — 197 человек, в 1897 — 318, в 1913 — 476, в 1920 — 408, в 1926 — 382, в 1938 — 377, в 1949 — 269, в 1958 — 190, в 1970 — 332, в 1979 — 173, в 1989 — 74. Постоянное население составляло 68 человек (татары 85 %) в 2002 году, 51 — в 2010.